# Richie Rich - Il più ricco del mondo
Richie Rich - Il più ricco del mondo (Richie Rich) è un film del 1994 di Donald Petrie.
Basato sull'omonima serie di fumetti degli anni '50, ha come protagonista Macaulay Culkin.

## Trama
Richard "Richie" Rich, Jr. è "il ragazzo più ricco del mondo", figlio dell'uomo d'affari e filantropo miliardario Richard Sr. e di sua moglie Regina. Nonostante la sua condizione di agiatezza, il ragazzo è triste perché non ha amici della sua età: il suo unico compagno è il suo fedele maggiordomo, Herbert Cadbury. Il giovane possiede anche un dispositivo chiamato "Cerca-Padre", che gli permette di localizzare e contattare il padre in qualsiasi parte del mondo. Un giorno, in occasione della cerimonia di riapertura dello stabilimento di produzione United Tool, Richie incontra in un sandlot lì vicino Gloria, Omar, Tony e Pee Wee, intenti a giocare a baseball, il suo sport preferito. Prima che possa parlare con loro, però, Ferguson, il severissimo capo della sicurezza, ferma Richie e lo allontana bruscamente. 
Nel frattempo, il malvagio e crudele CFO di Rich Industries, Lawrence Van Dough, sta complottando per rubare la fortuna finanziaria dei Rich, che si ritiene sia conservata nel caveau della famiglia. Van Dough, con l'aiuto di Ferguson, complotta per far saltare in aria l'aereo personale della famiglia Rich, il Billion Dollar One, con cui hanno in programma un viaggio di affari a Londra. Anche Richie sale sul velivolo insieme ai genitori: notando la tristezza del ragazzo, Cadbury suggerisce a Regina di farlo rimanere a casa a Chicago per un fine settimana di divertimento con Gloria e gli altri ragazzi del sandlot. Così, all’ultimo momento, il ragazzo scende dall’aereo che parte con i soli coniugi Rich a bordo. Intanto, Richie invita i suoi amici a casa sua trascorrendo insieme un intero pomeriggio di divertimento. 
Durante il viaggio in aereo per l'Inghilterra, la bomba di Van Dough viene scoperta per caso tra i tanti regali che la coppia intende consegnare alla regina. Dopo aver realizzato di cosa si tratta, Richard è in grado di lanciarla fuori dal finestrino, ma la bomba esplode mentre è ancora vicino all'aereo, distruggendo parte della coda. Il velivolo inizia a precipitare, per poi affondare nel bel mezzo dell’Oceano. Per fortuna, però, Richard e Regina sopravvivono allo schianto e galleggiano su una zattera di salvataggio. Sebbene inizialmente sconvolto dal fatto che Richie non fosse sull'aereo, Van Dough è imperterrito e, credendo che i genitori di Richie siano morti, assume la guida della Rich Corporation e procede a tagliare i numerosi contributi di beneficenza per cui la famiglia Rich era nota. Ciò include la chiusura della fabbrica United Tool, recentemente riaperta, su cui i genitori dei bambini del sandlot facevano affidamento per il loro reddito. Questo fa arrabbiare Richie, e così, con l'incoraggiamento e l'assistenza di Cadbury, si reca alla sede dell'azienda e, come unico membro vivente della famiglia Rich, assume la posizione di comando, ottenendo il rispetto e la fiducia di tutti. 
Van Dough però vede questo come una piccola battuta d'arresto: siccome Richie è ancora minorenne, la sua capacità di gestire l'attività è limitata dai poteri che gli sono stati conferiti da qualcuno che è stato in grado di darglieli, ovvero Cadbury. Per rimediare a ciò, fa incastrare il maggiordomo per l'apparente omicidio della famiglia Rich e la maggior parte degli altri fedeli servitori della famiglia vengono licenziati in massa dall'editto di Van Dough. Per assicurarsi che in qualche modo non venga rilasciato, Van Dough complotta per far uccidere Cadbury in prigione e farlo sembrare un suicidio. Per fortuna il professor Keenbean, uno scienziato e amico di Richie, origlia la loro conversazione e riesce a far uscire Richie mettendo in atto un piano di successo per aiutare Cadbury a fuggire dalla prigione proprio mentre un enorme sicario arriva per uccidere il maggiordomo. L'uomo riesce a mettere fuori combattimento il sicario perché è estremamente irritato a causa dei suoi denti sensibili. Cadbury e Richie si dirigono quindi verso la casa di Gloria, dove Diane si prende cura di Cadbury e Richie usa il computer di Gloria per hackerare il mainframe del Cerca-Padre a Rich Manor.
Durante questo periodo, Van Dough scopre la fuga di Cadbury e, con l'aiuto di Ferguson, affronta Keenbean, il quale afferma che la serratura del caveau della famiglia Rich può essere aperta solo con un comando vocale che solo Richard e Regina conoscono. Richard riesce a inviare un codice di soccorso al suo Cerca-Padre riparato, ma il segnale viene intercettato da Ferguson, che disconnette il modem di Richie dalla linea telefonica e poi informa Van Dough che i genitori di Richie sono vivi.
Con minacce di violenza, Van Dough viene infine condotto a Mount Richmore, una gigantesca scultura-montagna delle teste dei tre membri Rich, dove si trova il caveau. Supponendo sempre che questo fosse il luogo in cui si trovava la fortuna della famiglia Rich, è furioso e indignato quando vede che il caveau contiene in realtà ricordi preziosi, tesori e cimeli di famiglia, ma niente che abbia un vero valore monetario, in quanto sembra che tutto sia effettivamente investito in banche, azioni, proprietà immobiliari e compagnie assicurative. Nel disperato tentativo di ottenere i soldi, tenta di sparare a Richard e Regina: Richie appare appena in tempo, interferisce e viene invece colpito, anche se i proiettili si dimostrano innocui grazie allo spray antiproiettile di Keenbean. La famiglia Rich riesce a scappare e l'inseguimento li conduce lungo il fianco della montagna, dove sono sotto ulteriore attacco da parte di Ferguson e di un laser esplosivo che era stato originariamente utilizzato per scolpire la montagna. Dopo un breve combattimento, Cadbury riesce finalmente a disarmare Ferguson e Van Dough viene licenziato.
Pochi giorni dopo, Richie gioca a baseball con i suoi nuovi amici per la squadra United Tool nel cortile di Rich Manor, con Cadbury come allenatore della squadra. Colpisce un fuoricampo, che viene raccolto da Van Dough, che ora, assieme al complice Ferguson, segue un trattamento penitenziario rieducativo che consiste in lavori di giardinaggio da svolgersi proprio nel campo della partita giocata da Richie.

## Produzione
Per dare l'idea della vita lussuosa che conduce la famiglia protagonista, come location principali vennero scelte la Biltmore Estate ad Asheville, Carolina del Nord, la vecchia residenza del collezionista George Washington Vanderbilt II, per la residenza della famiglia Rich ed il parco della Greystone Mansion a Beverly Hills, California, per il retro casa.
Altre location per la realizzazione della pellicola si possono ricordare: il Gary Municipal Airport di Gary, Indiana, Charlotte, Carolina del Nord e Chicago, Illinois.

## Riconoscimenti
- 1995 - Razzie Awards
  - Candidatura Peggior attore protagonista a Macaulay Culkin